# NGC 608
NGC 608 (другие обозначения — UGC 1135, MCG 5-4-73, ZWG 502.117, KCPG 38A, PGC 5913) — галактика в созвездии Треугольник. Открыта Джоном Гершелем в 1827 году. Описание Дрейера: «очень тусклый объект, заметно более яркий в середине и звездоподобный». Есть небольшая вероятность, что не обнаруженный на указанных объект NGC 618, на самом деле, является той же галактикой, что и NGC 608.
NGC 608 входит в состав группы галактик NGC 507.
Этот объект входит в число перечисленных в оригинальной редакции «Нового общего каталога».